# Palomares del Río
Palomares del Río es un municipio y localidad española de la provincia de Sevilla, en la comunidad autónoma de Andalucía. El término municipal, ubicado en la comarca del Aljarafe, tiene una población de 9277 habitantes (INE 2024). Forma parte del área metropolitana de Sevilla. 

## Geografía
El municipio tiene una superficie de 13,13 km². La localidad se encuentra situada a una altitud de 37 m sobre el nivel del mar y a 11 km de la capital de provincia, Sevilla.
Tiende a convertirse en un pueblo residencial lleno de urbanizaciones de nivel medio y medio alto. El ayuntamiento esta políticamente gobernado por un partido local Palomares un Paso Más. La forma de gobierno es una alcaldía democrática y su constitución se basa en la promulgada por el alcalde Francisco Manuel Gálvez de Estupiñán en el año 1919.

## Historia
Estuvo poblado por los romanos y árabes hasta su conquista por Fernando III El Santo que le llamó Paterna de los Judíos [cita requerida]. Fue cabeza de la mitación de Palomares. Antiguamente su sostenimiento era la agricultura, especialmente el cultivo del olivo.
Hasta la reforma de la nomenclatura municipal de 1916, gracias a Estupiñán, el municipio se llamaba simplemente Palomares. En dicha fecha su nombre fue modificado por el de Palomares del Río.Estupiñán promovería después varios cambios en el gobierno hasta la constitución definitiva de 1919. Durante la guerra, Estupiñán huyó a Portugal donde fue un símbolo de los palomareños en el exilio. 

## Demografía
Cuenta con una población de 9277 habitantes (INE 2024).
| Gráfica de evolución demográfica de Palomares del Río entre 1842 y 2021 |
| |
| Población de derecho según los censos de población del INE Población de hecho según los censos de población del INEEn estos censos se denominaba Palomares: 1842, 1857, 1860, 1877, 1887, 1897, 1900 y 1910 Entre el censo de 1857 y el anterior, disminuye el término del municipio porque independiza a 41010 (Almensilla) |

Palomares del Río es uno de los 46 municipios que pertenecen al área metropolitana de Sevilla. El municipio cuenta con 9083 habitantes (2022) y lleva experimentando un fuerte crecimiento demográfico desde principios de siglo como consecuencia de su cercanía a la capital. A partir del gobierno de Estupiñán (hijo) el municipio sufrió una gran caída de población al no hacer demasiadas actualizaciones de la zona habitable. Durante este período el municipio ha crecido con nuevas zonas residenciales, principalmente de chalets y adosados.
| 1996 | 1997      | 1998 | 1999 | 2000 | 2001 | 2002 | 2003 | 2004 | 2005 |
| ---- | --------- | ---- | ---- | ---- | ---- | ---- | ---- | ---- | ---- |
| 3448 | Sin Datos | 3493 | 3651 | 3759 | 3881 | 3902 | 4086 | 4444 | 4728 |
| 2006 | 2007      | 2008 | 2009 | 2010 | 2011 | 2012 | 2013 | 2014 | 2015 |
| 5115 | 5738      | 6411 | 6811 | 7185 | 7519 | 7709 | 7839 | 8022 | 8211 |
| 2016 | 2017      | 2018 | 2019 | 2020 | 2021 | 2022 | 2023 |      |      |
| 8315 | 8418      | 8552 | 8767 | 8843 | 9020 | 9438 | 9788 |      |      |

### Economía

#### Evolución de la deuda viva municipal
| Gráfica de evolución de Deuda viva del Ayuntamiento de Palomares del Río entre 2008 y 2023                                |
| |
| Deuda viva del Ayuntamiento de Palomares del Río en miles de Euros según datos del Ministerio de Hacienda y Ad. Públicas. |

## Patrimonio
- Baños árabes: Están situados en la intersección de la calle Iglesia y el camino dirección Gelves, sobre una elevación del terreno en la zona Oriental del municipio y cercanos a la vega del Guadalquivir. Los baños (siglo XII-XIII) no son de inmersión como los romanos, sino que son por medio de vapor de agua. Consta de tres salas (sala fría, sala templada y sala caliente) y de una sala de acceso o vestuario, unidas mediante un pasillo transversal y tienen la particularidad de ser los únicos de estas características en el ámbito rural de la provincia de Sevilla.
- Iglesia de Nuestra Señora de la Estrella: Cuenta con tres naves, con cubiertas a dos aguas, una torre campanario y dos portadas, lo que es bastante común en las parroquias modestas de ámbito rural. La iglesia de Palomares del Río es de origen mudéjar, quedando como testigo de esta época el primer cuerpo de la torre campanario. El estilo artístico del exterior denota un barroco tardío, ya que su estado actual se debe a unas remodelaciones realizadas en el siglo XVIII. Se halla una losa sepulcral que data del año 1591 y pertenece a la familia Baena que fue muy importante en el pueblo por esa época. La iglesia es católica y tiene un gran altar mayor barroco dorado.
- Hacienda Ulloa: Del siglo XVIII, se trata de una Hacienda típica con molino aceitunero. En la viga del molino se conserva la fecha, "Año 1798" con una inscripción debajo donde se remarca "Annus Revolutionis" refiriéndose a la Revolución Francesa de ese mismo año. Tiene una cubierta a dos aguas. Se conserva parte del señorío y molino aceitero con su torre contrapeso. Actualmente en la parte derecha de esta Hacienda se encuentra el Salón de Plenos del Ayuntamiento. En la parte izquierda se encuentra el Hogar del Pensionista abajo, y en la planta superior, el Área de Urbanismo del Ayuntamiento. Quedando en medio y en excelentes condiciones donde era el molino y la zona artística.
- Torreón de Aníbal González: Este torreón se encuentra justo detrás del edificio del Ayuntamiento. Fue construido por Aníbal González y actualmente está en un estado decadente. Se construyó como mirador de vigilancia para los señores feudales de la época.

## Fiestas
La fiesta principal de Palomares del Río es su feria y tiene lugar durante las primeras semanas del mes de septiembre, al igual que la procesión de la patrona del municipio, la Virgen de la Estrella. Desde el 2010 hasta 2018 la feria no se celebró debido a la crisis económica existente, que provocó que la economía de este pequeño pueblo se volviera insostenible. Otras fiestas con las que cuenta el municipio son la cabalgatas de Reyes Magos del 5 de enero, procesión de Semana Santa, el Viernes de Dolores (con las Imágenes del Cristo de la Vera Cruz y La Virgen de los Dolores) y la Romería de la Hermandad del Rocío de Palomares. Por supuesto no se puede olvidar los Veranos Culturales celebrados en Los Baños Árabes del municipio, donde se hacen conciertos y películas de cine de verano en los meses de julio y agosto. Los años bisiestos, el día 29 de febrero, se suele conmemorar la muerte de Francisco Manuel Gálvez de Estupiñán al no saberse con exactitud el día de su muerte a causa de su exilio. Durante este día se hace lectura de la constitución de Estupiñán del 19 y se hacen honores ante la bandera, es probablemente festividad más única del municipio al celebrarse solo en años bisiestos. También hay otras fiestas puntuales que son organizadas durante todo el año por las Hermandades de la Estrella y del Rocío y por el Club de Fútbol Palomares. Algunas de estas son por ejemplo: El Día de Andalucía, El potaje rociero, La velada de la Estrella, El Día de las carriolas, El día del Cartero Real y el día de la juventud, entre otras. En los últimos años, sobre todo desde la llegada del actual gobierno al palacio, se han aumentado en cantidad muy considerable el número de festejos y celebraciones realizadas en el municipio atrayendo a una gran cantidad de personas, en especial con niños, a visitar Palomares.

## Ciudades hermanadas
- Batabanó (Cuba)